# Districte de Bogra
El districte de Bogra (bengalí বগুড়া Bogura) és una divisió administrativa de Bangladesh a la divisió de Rajshahi. La capital és Bogra. La superfície és de 2,919.9 km² i la població (1991) de 2.988.567 habitants. El riu principal és el Karatoya. Població antigament:
- 1872: 642.060
- 1881: 686.974
- 1891: 764.461
- 1901: 854.533

## Història
Fou part del territori dels pundres o paundres, que van formar el regne de Pundravardhan, un dels regnes de l'Índia oriental separat pel Karatoya dels regnes més orientals de Pragjyotisha o Kamrup. El districte va passar als Mauryes (segle IV aC), Guptes (segle iii), Gaudes de Bengala (segle vi), sansakes d'Harshavardhana (segle VII), Pala (segle viii), Sena (segle xii) i els musulmans (segle xiii, 1204). Els Sena van restar com a feudataris a algunes zones durant el segle xiii amb capital a Kamalpur. El domini de Delhi i de les dinasties musulmanes de Bengala va donar pas al domini mogol al segle xvi. El 1765 el territori va passar als britànics. El districte es va formar el 1821. Fou escenari de la batalla de Bogra entre Índia i els guerrillers bengalís, i l'exèrcit de Pakistan, en la guerra d'independència de Bangladesh de 1971.

## Thana (Upaziles)
Bogra està dividida en dotze subdistrictes (upaziles):
1. Adamdighi
2. Bogra Sadar
3. Dhunat
4. Dupchanchia
5. Gabtali
6. Kahaloo
7. Nandigram
8. Sariakandi
9. Sahajanpur
10. Sherpur
11. Shibganj
12. Sonatala